# 안드레이 루블료프
안드레이 루블료프(러시아어: Андре́й Рублёв, Andrei Rublev, Andrey Rublyov, 1360년대 ~ 1427/1430년 1월 또는 1428년 10월 17일 모스크바)는 동방 정교회 성화, 프레스코에 참여한 중세 러시아의 화가 가운데 하나이다.

## 죽음
루블료프는 1430년 1월 29일(또는 1428년 10월 17일) 안드로니코프 수도원에서 사망하였다. 루블료프의 작품은 디오니시를 포함한 수많은 예술가에게 영향을 주었다.

## 선별 작품

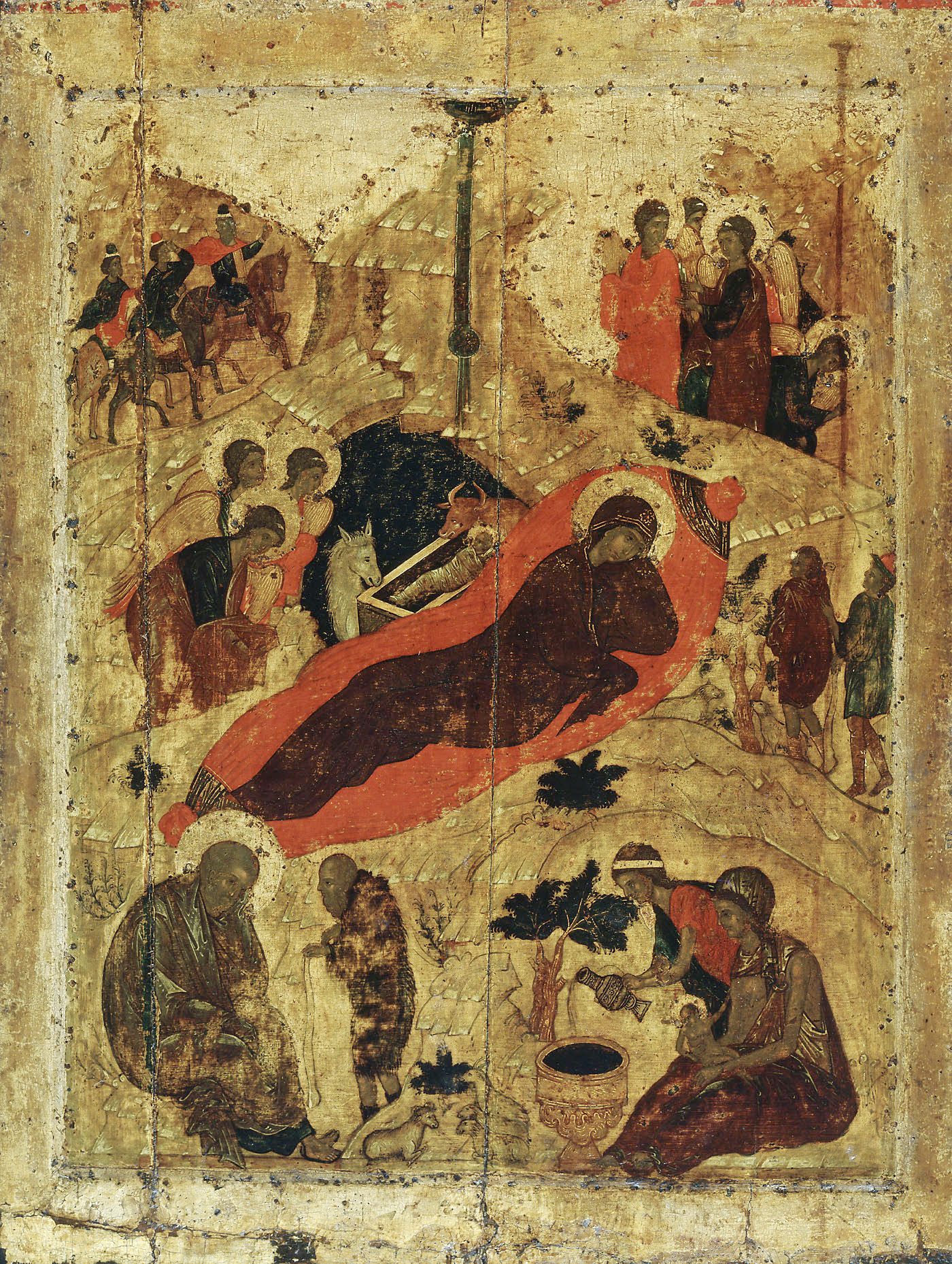
예수의 강탄, 1405 (en:Cathedral of the Annunciation, 모스크바 크렘린)
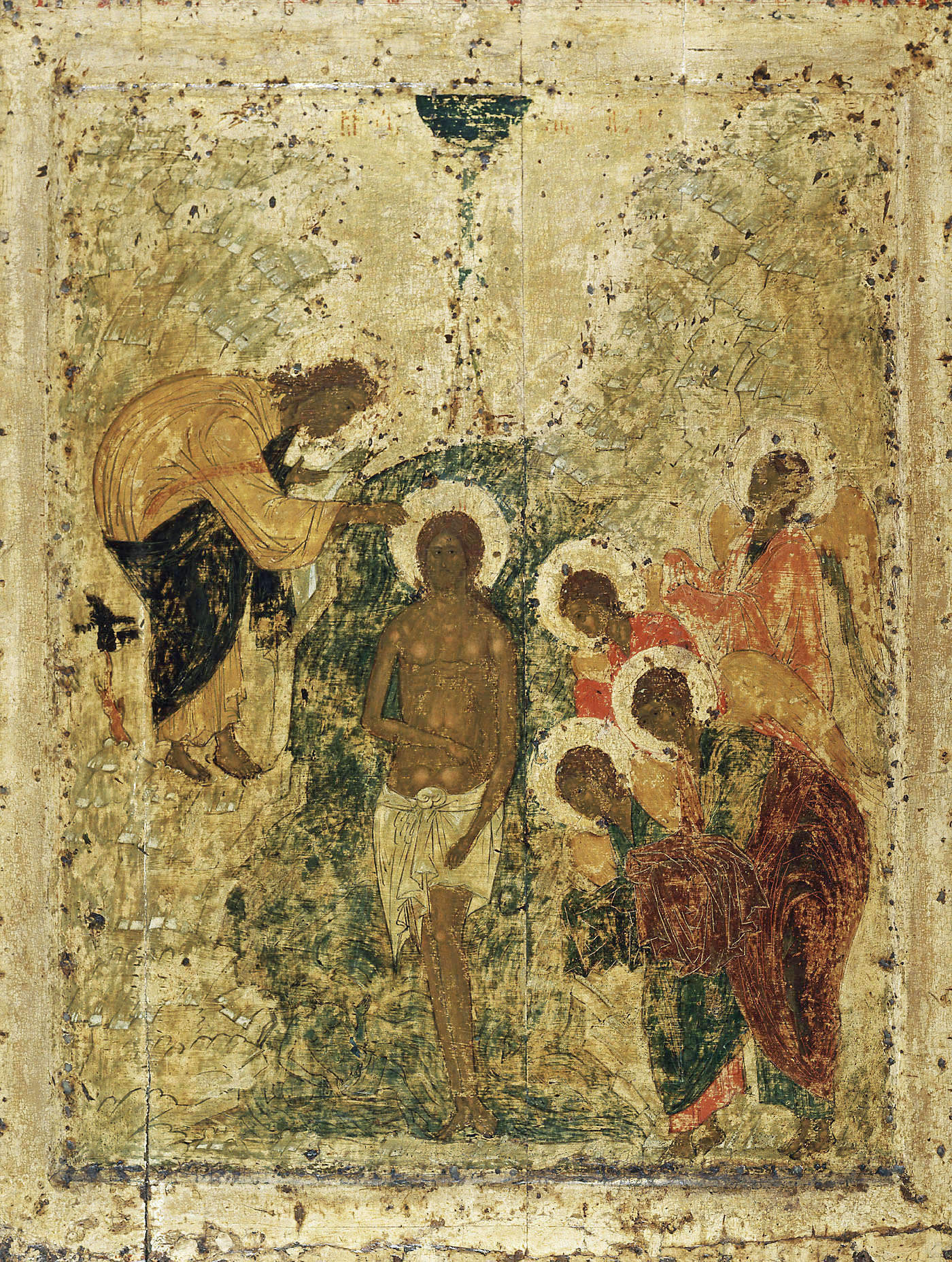
예수의 세례, 1405 (Cathedral of the Annunciation, 모스크바)
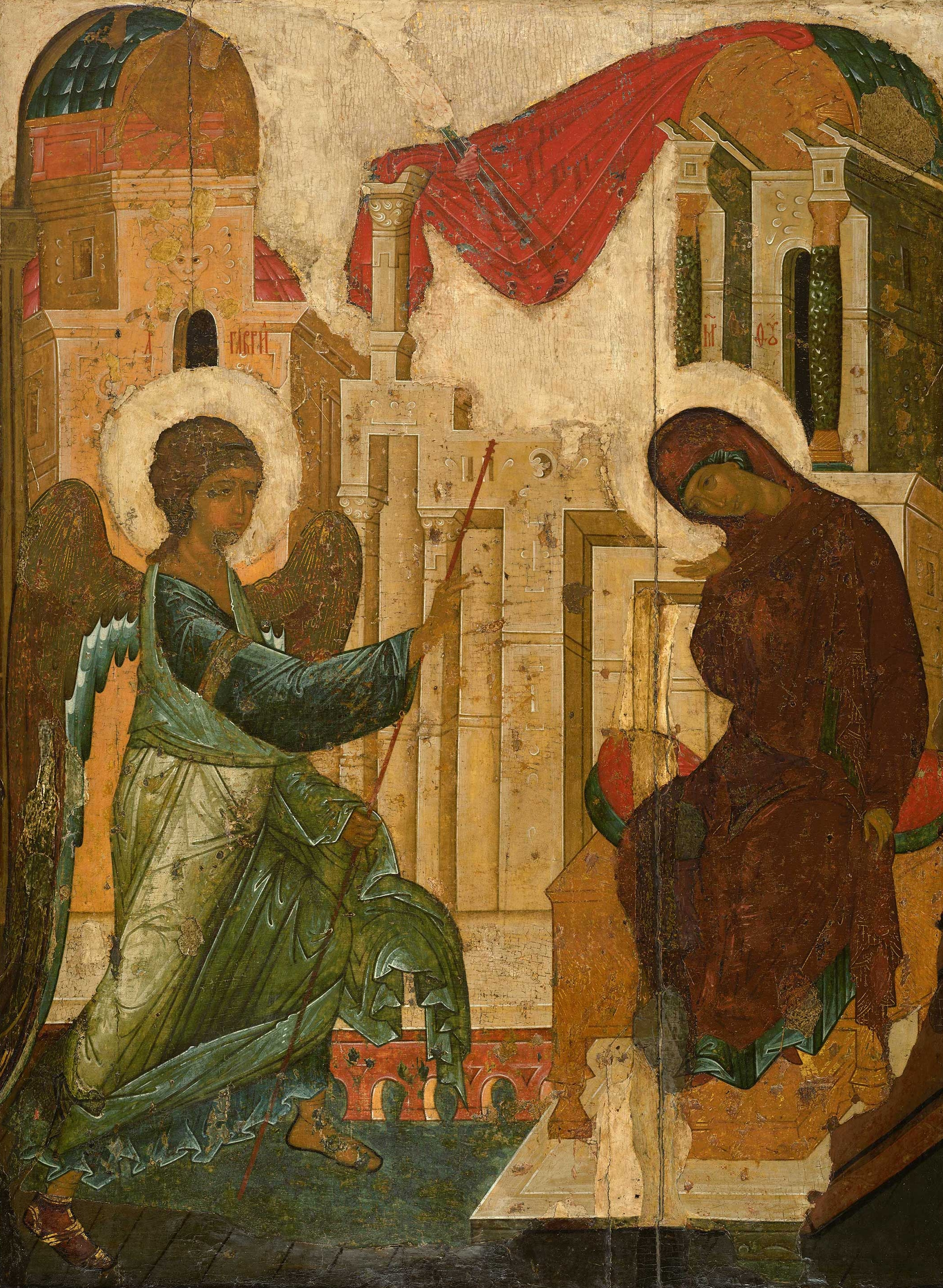
성모 영보, 1405 (Cathedral of the Annunciation, 모스크바)
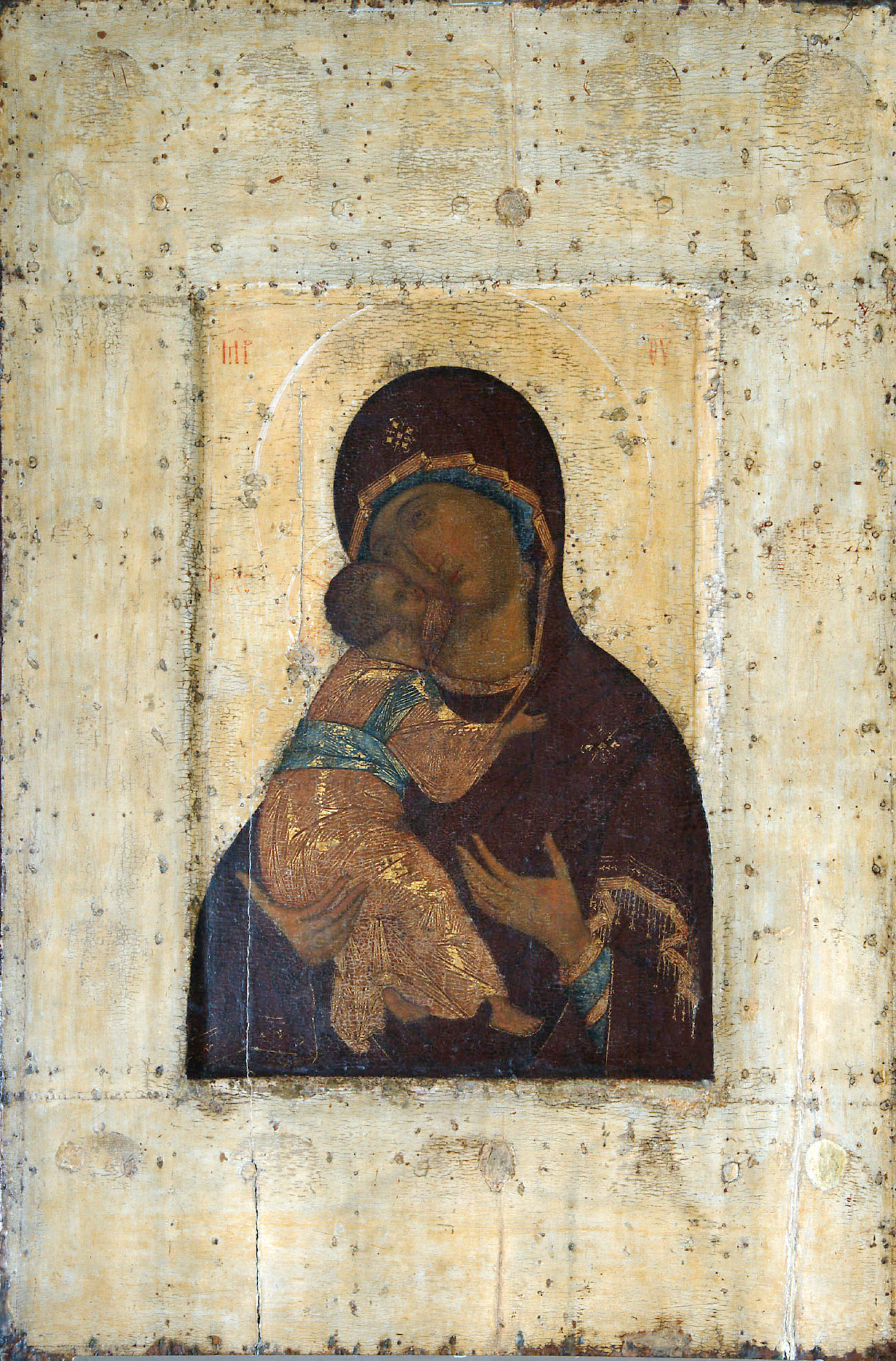
Version of the 블라디미르의 성모, 1405년경
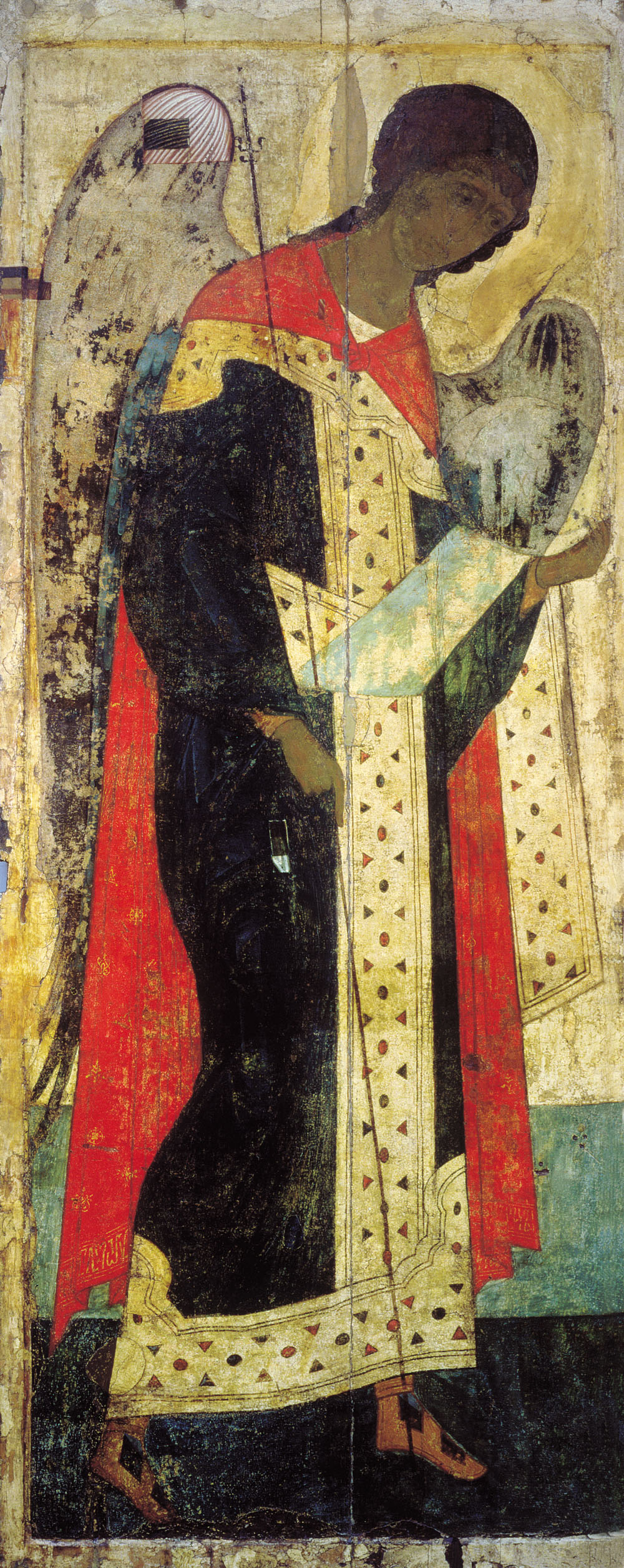
St. Michael, 1408 (en:Iconostasis at Dormition Cathedral, 블라디미르)
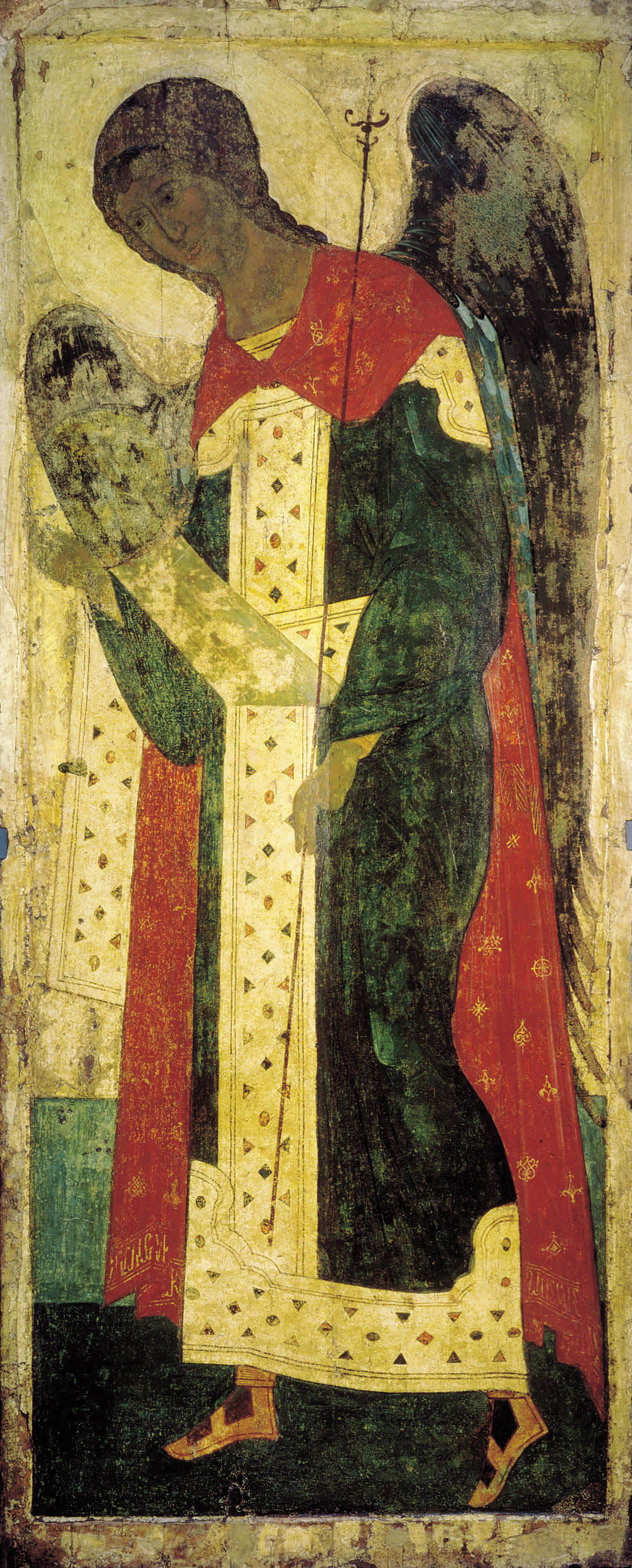
St. Gabriel, 1408 (Dormition Cathedral, 블라디미르)
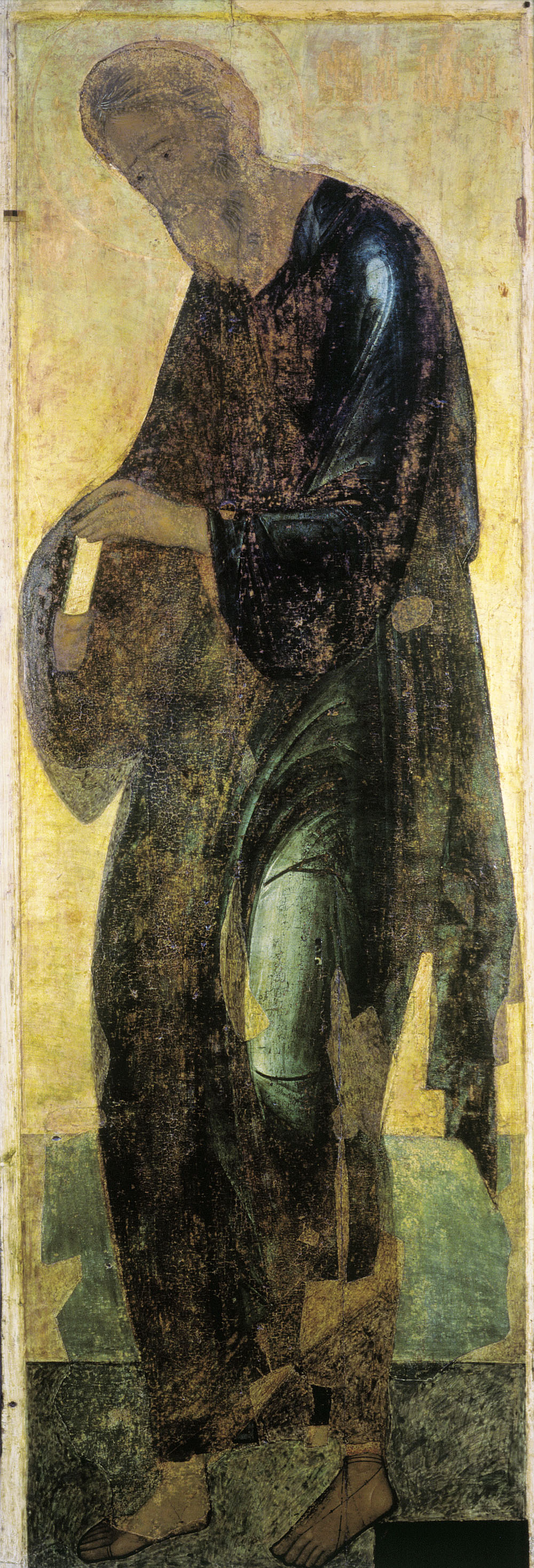
St. Andrew the First-called, 1408 (Dormition Cathedral, 블라디미르)
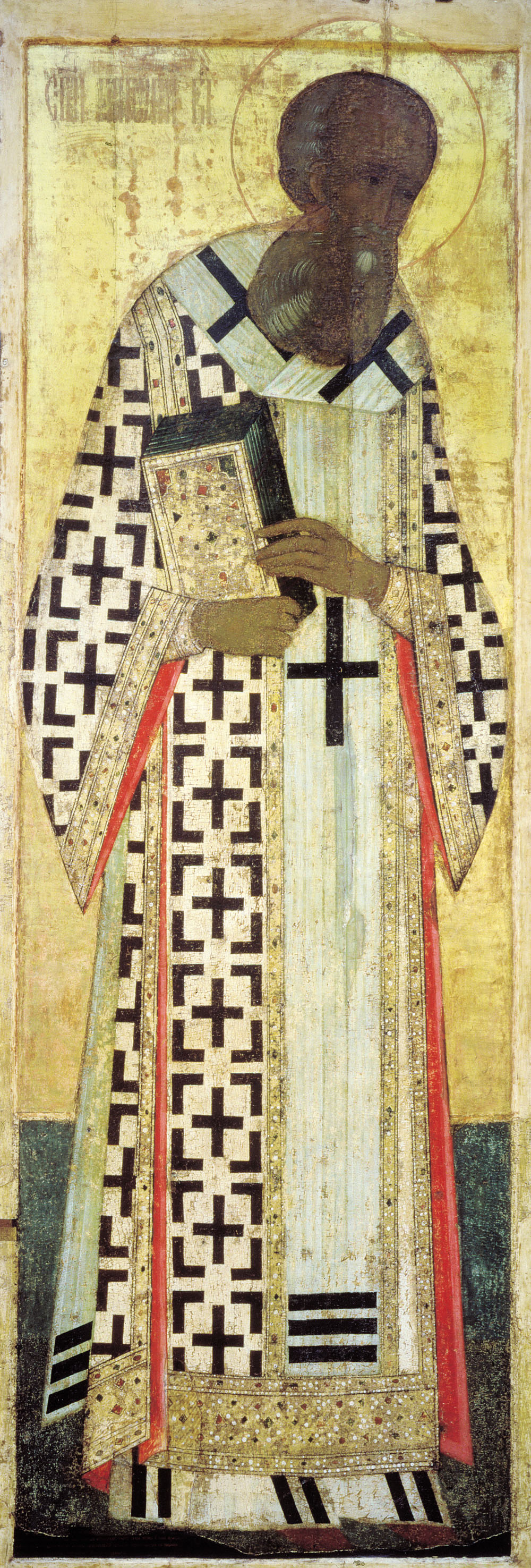
St. Gregory the Theologian, 1408 (Dormition Cathedral, 블라디미르)
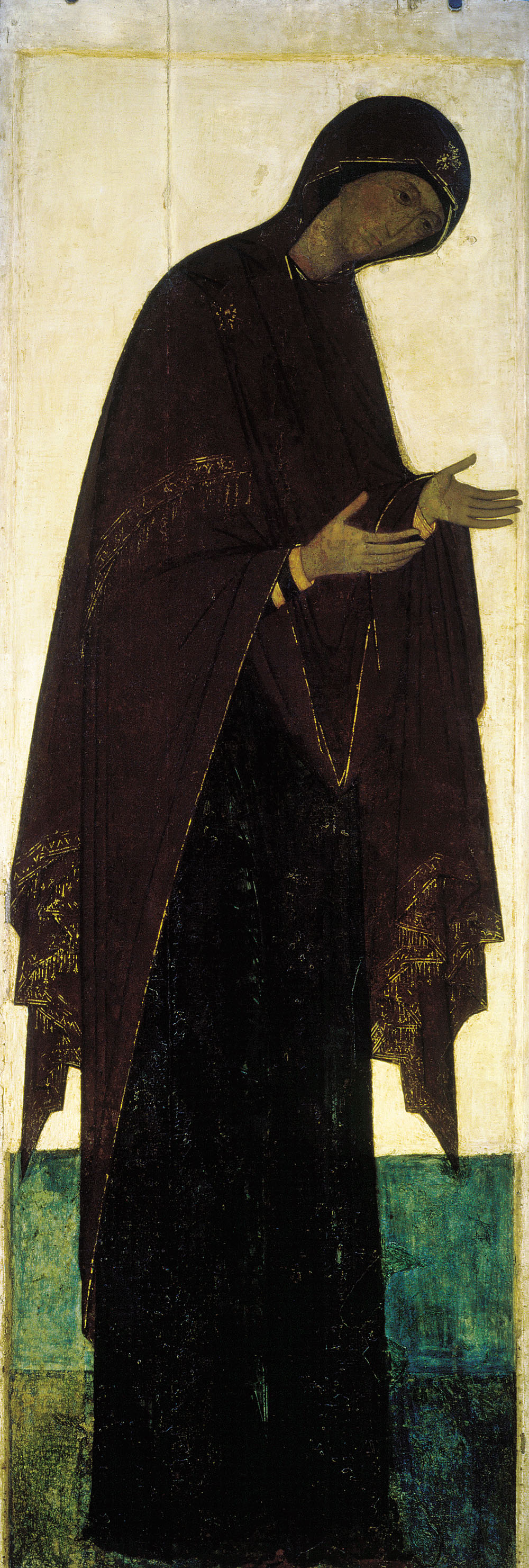
테오토코스. 출처: en:Deesis, 1408 (Dormition Cathedral, Vladimir) Some think this may be the work of en:Theophanes the Greek
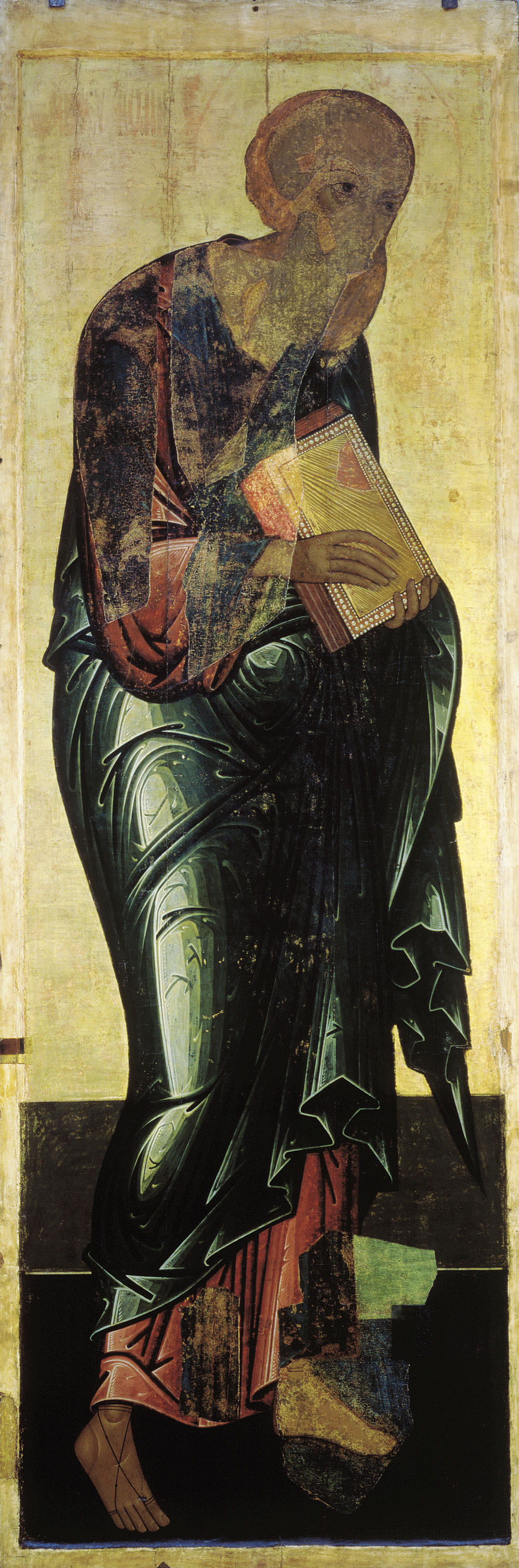
St. John the Theologian, 1408 (Dormition Cathedral, 블라디미르)
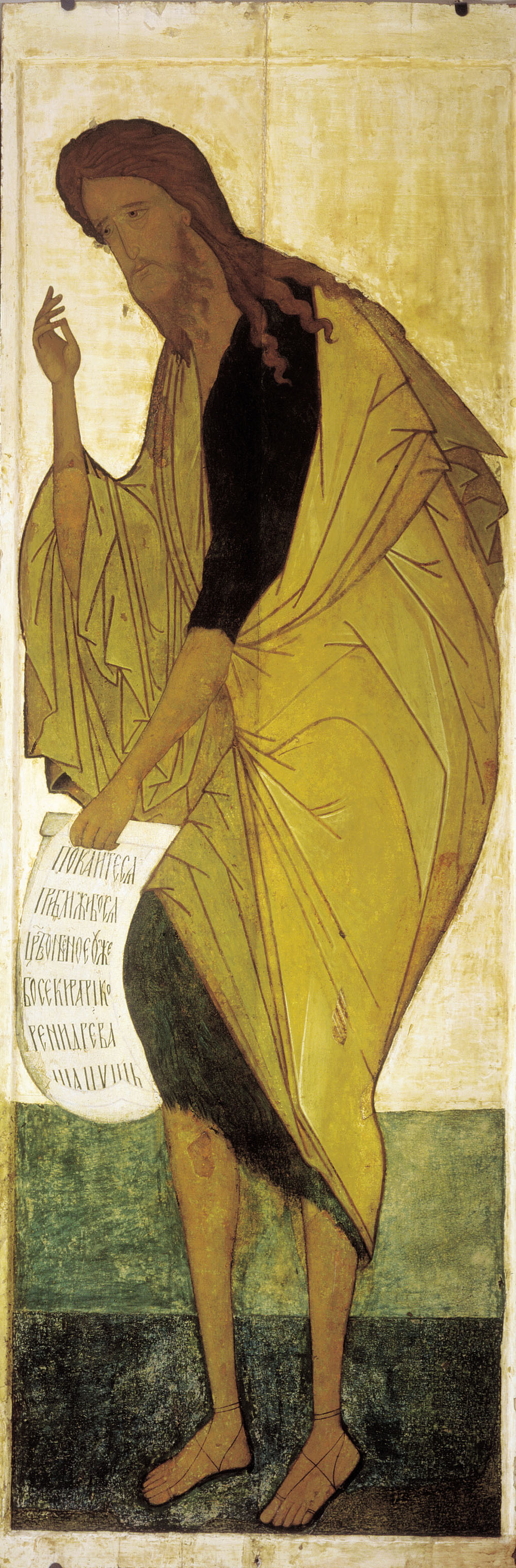
세례자 요한, 1408 (Dormition Cathedral, 블라디미르)
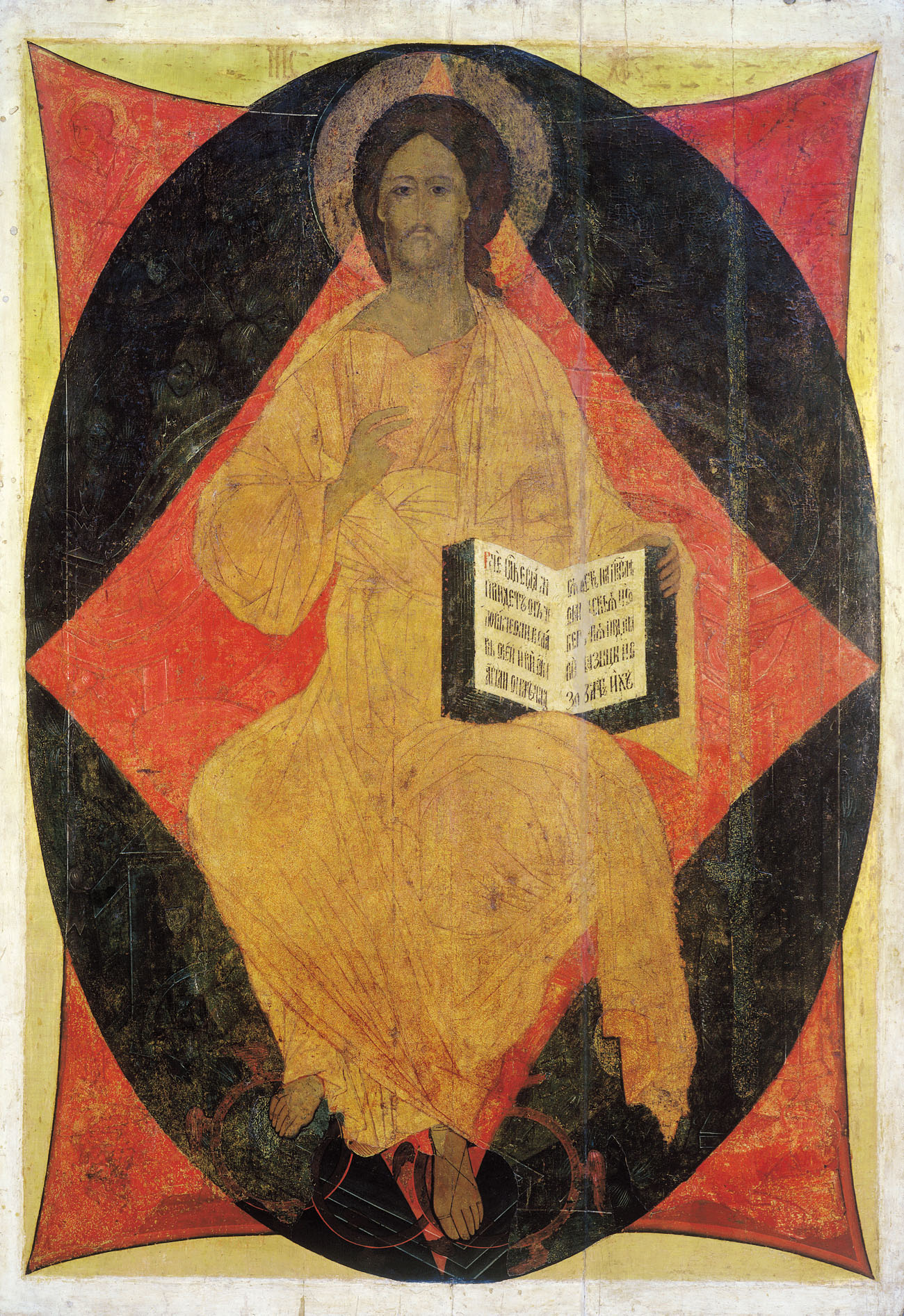
Saviour in Glory, 1408 (Dormition Cathedral, 블라디미르)
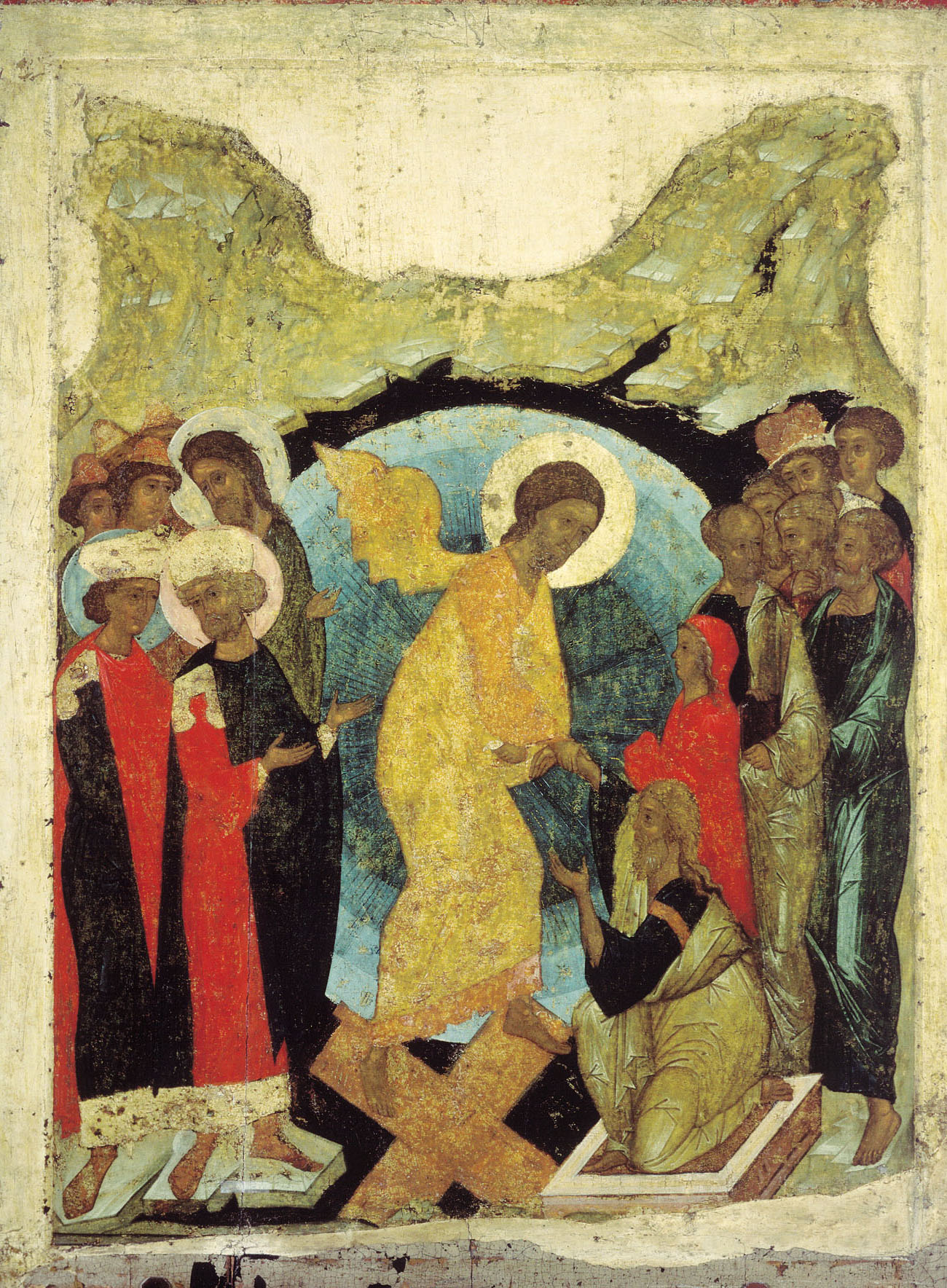
en:Harrowing of Hell, 1408-1410 (블라디미르)
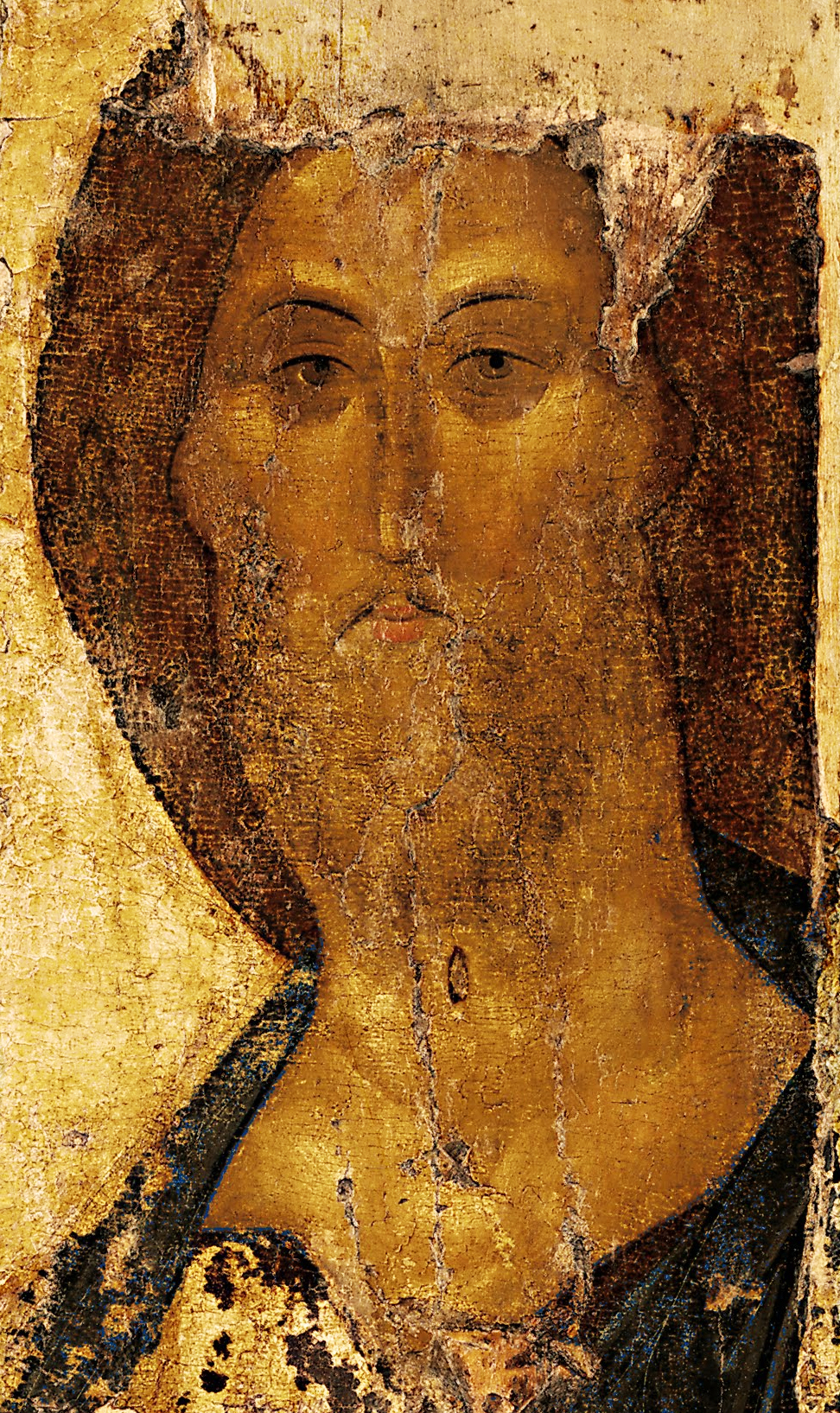
Christ the Redeemer ca. 1410 (트레티야코프 미술관, 모스크바)
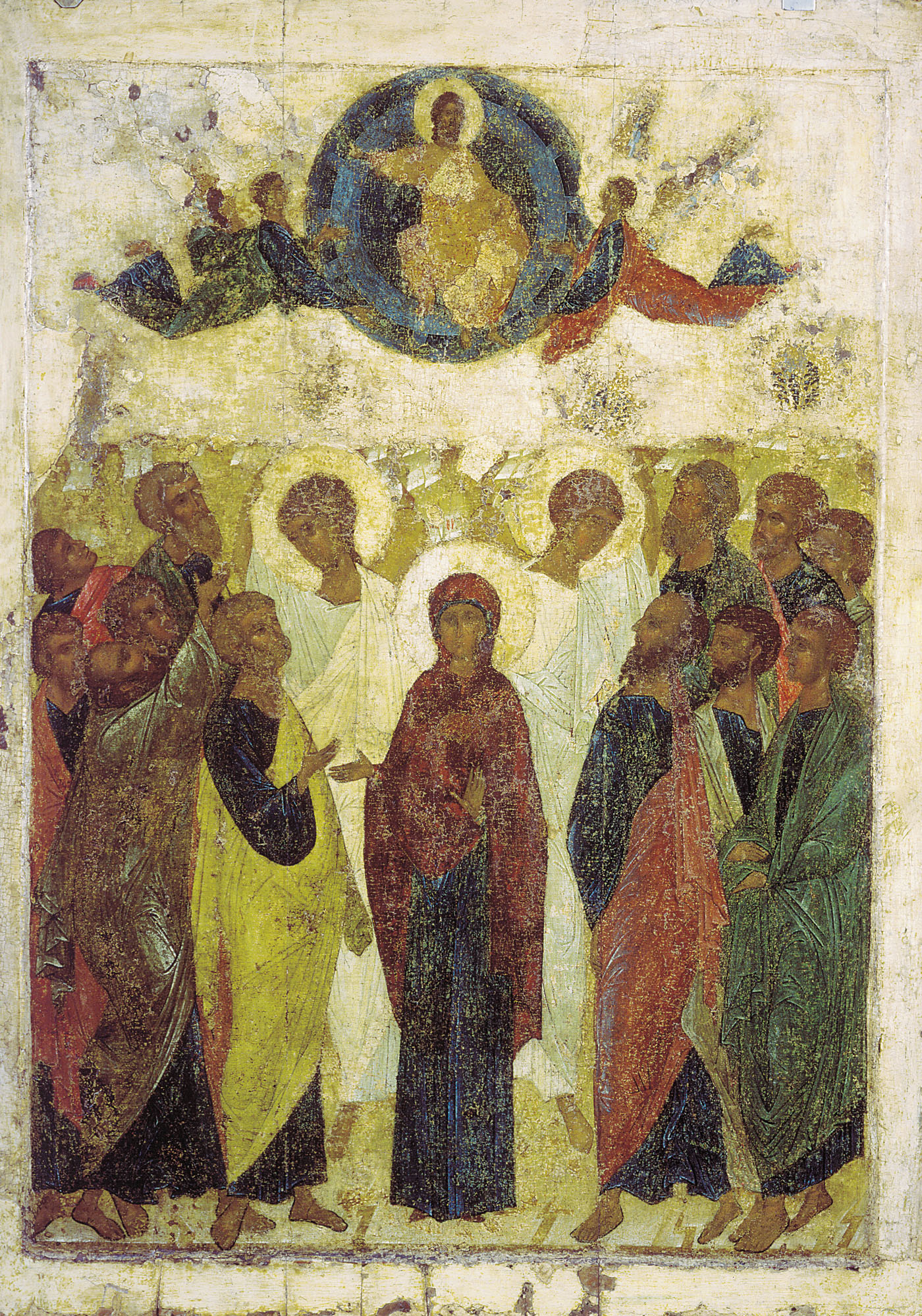
승천, 1408 (Tretyakov Gallery, 모스크바)
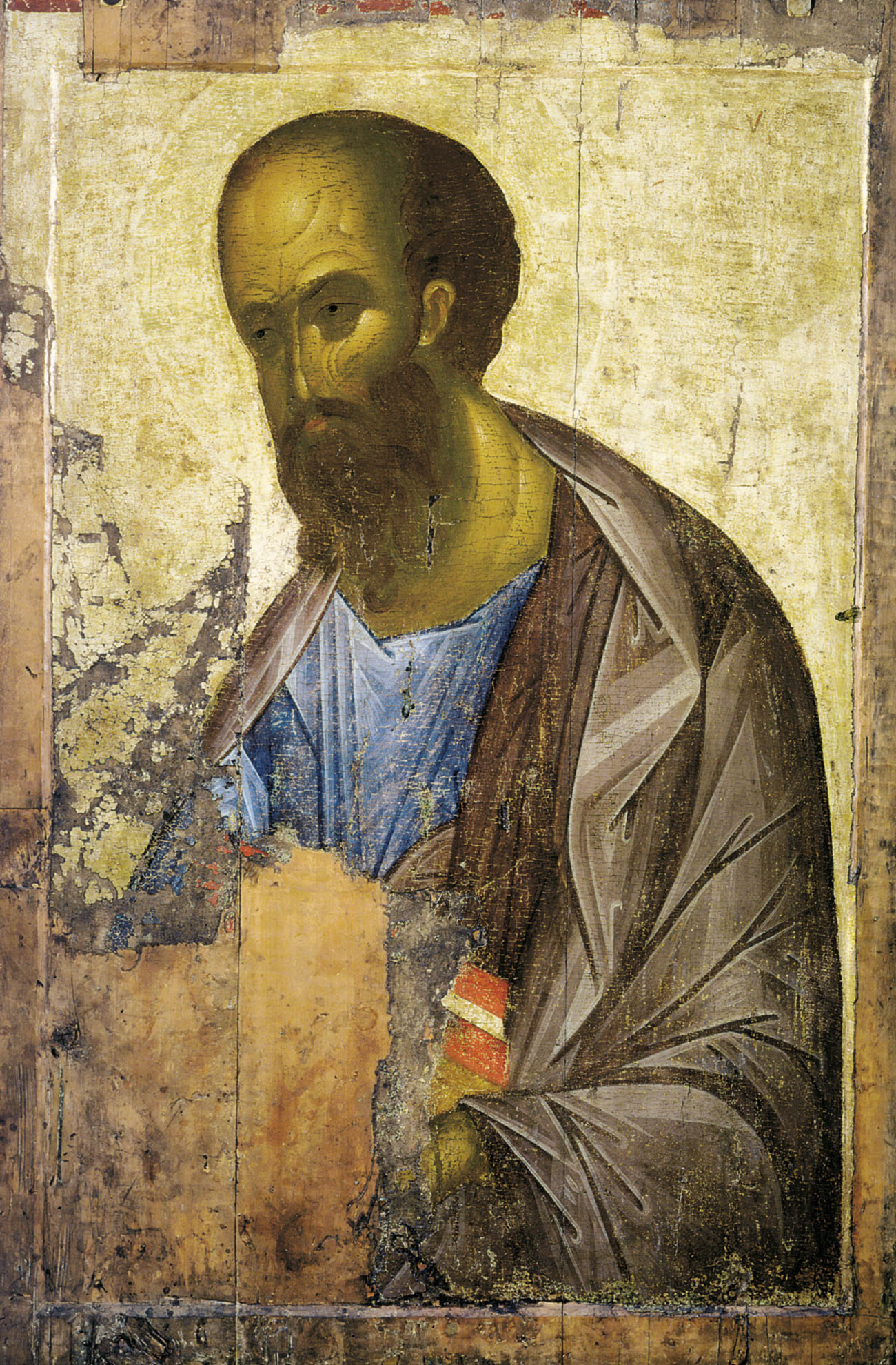
사도 바울, 1410년대 (Tretyakov Gallery, 모스크바)

## 같이 보기
- 서양화